# Silberdorsch
Der Silberdorsch (Gadiculus argenteus) ist ein Fisch aus der Familie der Dorsche (Gadidae), der im Nordostatlantik und seinen Nebenmeeren beheimatet ist. Es gibt zwei Unterarten, G. argenteus argenteus und G. argenteus thori.

## Merkmale
Der Silberdorsch erreicht eine Gesamtlänge von etwa 10, maximal 15 cm. Auf dem Rücken ist er rosa bis hellbraun, sonst silbrig gefärbt. Seine Augen sind auffällig groß, das Maul ist oberständig und weist, im Unterschied zu vielen anderen Mitgliedern der Familie, keine Kinnbartel auf. Es sind drei Rückenflossen und zwei Afterflossen vorhanden. Der Bauchflossenansatz befindet sich noch vor dem Brustflossenansatz. Alle Flossen bestehen ausschließlich aus Weichstrahlen. Die Seitenlinie verläuft bis zur Mitte der hintersten Rückenflosse durchgängig, auf dem Kopf sind Seitenliniengruben vorhanden. Das maximale Alter des Fisches wird mit drei Jahren angegeben.

## Verbreitung, Lebensraum und Lebensweise
Das Verbreitungsgebiet von G. a. argenteus erstreckt sich über den Schelf des Nordostatlantiks von Marokko bis Nordspanien sowie das Westmittelmeer, nördlich daran anschließend kommt G. a. thori um die Britischen Inseln und entlang der norwegischen Küste vor. Der Silberdorsch lebt pelagisch über Sediment- wie Felsböden. Man findet ihn in Tiefen von mehreren Hundert Metern, wobei die bevorzugte Wassertiefe örtlich variiert. Für das nördliche Mittelmeer wird sie mit 200 bis 400 m angegeben. In größeren Schwärmen jagend ernährt er sich von Wirbellosen. Im Mittelmeer fällt die Laichzeit in den Winter, im Norden des Verbreitungsgebietes zieht sie sich bis ins Frühjahr hinein.

## Wirtschaftliche Bedeutung
Als Speisefisch ist der Silberdorsch kaum von Bedeutung, er findet höchstens als Köder oder in der Herstellung von Fischmehl Verwendung. In gewisser Weise bedeutend ist er dennoch als Nahrung für verschiedene größere, kommerziell wichtigere Fische.